# 世界最後の一覧
世界最後の一覧（せかいさいごのいちらん）は、世界で最後となった物事、もしくは人類として最後となった物事の一覧。

## はじめに
絶滅した生物、各種社会制度の改廃により（ほぼ）確実に最後と言えるもののほか、今後も出現可能であるが数十年以上の長期間にわたって実例がなく、実際に発生する可能性が著しく低いような物事も含める。
単に「世界最後」と呼ばれているだけのものは除外している。また、次の出現が容易に予想できるものは除外する。例えば:
- 「最後に観測された皆既日食」は次が予想できているので除外
- 「最後に観測された肉眼で見える周期彗星」は次にいつ現れるか予想できないので出典付きならば記載してよい

## 社会
- 最後の帝国 - 中央アフリカ帝国（皇帝が存在したことを条件とする。1979年9月20日にクーデターにより帝政崩壊。定義によっては日本[注釈 1]）
- 最後の委任統治領 - 南アフリカ委任統治領南西アフリカ。公式には1960年終了。南アフリカの実効支配の後1990年3月ナミビアとして独立[1]
- 最後の信託統治領 - 太平洋諸島信託統治領のうちパラオ - 1994年10月1日独立[2]

## 地球科学
- 最終氷期 - 12万5000年前にはじまり1万年前に終わる（ヴュルム氷期、ウィスコンシン氷期）[3]
- 大量絶滅 - 中新世生物大量絶滅イベント（1160万年前）[4]

## 生物
各節の中では原則として和名の五十音順

### 哺乳類
- アトラスヒグマUrsus arctos crowtheri - 1870年、モロッコ・リーフ山地で捕獲された個体[5]
- エゾオオカミ Canis lupus hattai - 1896年から1903年の間に絶滅[6]
- オーロックス Bos primigenius - 1627年、ポーランド・ヤクトルフで死亡したメスの個体[7]
- クアッガEquus quagga quagga - 1883年8月12日、アムステルダムで死亡した個体[8]
- ターパンEquus ferus ferus - 1887年、モスクワで死亡した個体（ただし交雑種）[9]
- ニホンオオカミ Canis lupus hodophilax - 1905年1月23日、奈良県吉野郡小川村鷲家口（現・東吉野村鷲家口）で捕獲された若いオスの個体[10]
- フクロオオカミThylacinus cynocephalus - 1936年9月7日、ホバートで死亡した個体[11]

### 鳥類
- オオウミガラスPinguinus impennis - 1844年6月3日、エルデイ島で殺された個体[12]
- ドードー Raphus cucullatus - 1662年2月、モーリシャスで目撃された個体[13]
- ロドリゲスクイナ Aphanapteryx leguati - 1726年に目撃された個体。1761年、金星の日面通過を観測するためにロドリゲス島にやってきたアレクサンドル・パングレは本種を発見できなかった[14]

## 医学
- 天然痘
  - 自然環境による最後の天然痘による死者 - ハビバ・ヌール・アリ（ソマリアに住む子供。1977年10月14日没。ちなみに、下記マーランも彼を隔離病棟に移す途中で感染した
  - 自然環境による最後の天然痘感染者 - アリ・マオ・マーラン（ソマリアの医師、1977年10月26日に感染。その後完治し11月に退院。）
  - 最後の天然痘による死者 - ジャネット・パーカー（アメリカの研究者、1978年9月11日没。研究所から漏洩した天然痘ウイルスにより感染したもの。）

## 長寿・生存
- 最後まで生存していた第一次世界大戦の元兵士 - フローレンス・グリーン（2012年2月4日没）
- 最後まで生存していた19世紀生まれの男性 - 木村次郎右衛門（2013年6月12日没）
- 最後まで生存していた19世紀生まれの人物 - 田島ナビ（2018年4月21日没）